# Gears of War 3
Gears of War 3 es un videojuego de disparos en tercera persona, del género acción-aventura, desarrollado por Epic Games y publicado por Microsoft Game Studios exclusivamente para Xbox 360. Es la tercera entrega de la serie Gears of War y el juego final en la historia del arco. Se publicó el 20 de septiembre de 2011. El 31 de mayo se dio a conocer una precuela de este juego Gears of War: Judgment.

## Historia del juego
Han pasado 18 meses desde la caída de Jacinto, cuya finalidad era detener el ataque Locust. A raíz de esto, la CGO se ha desintegrado por completo y los supervivientes de tanto desastre siguen luchando por un único fin: permanecer con vida. Al encontrar una remota isla llamada Vectes para vivir mientras que un enemigo peor que los Locust, los Lambent, que resurgieron tras la caída de los Locust, se esparcen por todo el mundo de Sera, y con el presidente de la COG perdido deciden separarse. Unos deciden habitar las pocas naves tipo CNV («acorazado tipo nido») que quedan, mientras que otros se arriesgan a regresar a tierra firme y tratar de darle un fin a esta batalla. La humanidad ha sido diezmada, así como los Locust, quienes fueron expulsados de su hondonada por la inundación de sus túneles.
La historia comienza en el Sovereign con Marcus teniendo una pesadilla, recordando cómo murió su padre. Al despertar, el capitán llama por el altavoz a Marcus, a Dom y a Jace. Mientras que Cole, en compañía de Baird, Clayton Carmine y Samantha «Sam» Byrne, se dirige a las ruinas del antiguo hogar de los Hanover Cougars, el equipo de trashball donde jugaba Cole, en busca de provisiones para el barco, Marcus y los demás sufren un ataque por parte de los Lambent, con un gigantesco Leviatán Lambent.
Tras repelerlo, reciben la inesperada visita del presidente Prescott quien le entrega a Marcus un disco, que revela que Adam Fénix, su padre, está con vida pero debido al mal estado del equipo del barco, no pueden ver más de lo necesario. El equipo asume entonces que Adam está vivo y deciden ir a buscarlo. Durante el ataque, el Leviatán Lambent destroza parcialmente el barco, pero consiguen destruirlo arrojándole un contenedor repleto de Tickers gracias a la ayuda de Baird. No obstante, el barco es destruido. Tras reunirse finalmente con Cole, Baird y Sam, Marcus y Dom se enteran de que Anya y Jace están con Prescott, pero desafortunadamente, éste ha sido herido de muerte por la explosión del barco. En sus últimos momentos, Prescott le revela a Marcus que su padre sí está con vida y que se encuentra en una instalación militar llamada Azura y le entrega la información que necesita para descifrar un disco que Hoffman le había robado al presidente en Vectes. Tras decirle esto, Prescott muere.
Posteriormente logran ver el contenido del disco y se enteran de que Adam fue obligado a fingir su propia muerte, y que en realidad había sido secuestrado por Prescott y llevado a Azura para que desarrollara un arma que pudiera poner fin a la guerra. Dejando a algunos de sus Gears para ayudar a los sobrevivientes, Marcus y su equipo parten a la base de Anvil Gate a encontrarse con Hoffman donde está todo lo necesario para descifrar el contenido del disco.
Los Gears se ven obligados a avanzar y a pelear en lugares controlados por los Locust en los páramos de Sera que han construido sus bases en la superficie tras el hundimiento de Jacinto. En ese momento Myrrah alerta a sus tropas para que detengan el avance de Marcus y sus compañeros. Finalmente los Gears roban una barcaza Locust la cual utilizan para llegar a Anvil Gate, no sin antes ayudar a Dizzy, que se encuentra en apuros. Luego de reunirse con Dizzy, los Gears avistan una avanzada Locust hacia Anvil Gate y al llegar a la mencionada base, ponen al tanto a Hoffman, a quien ayudan a detener la Horda Locust. Luego de esto, el equipo descubre que Azura es una instalación militar ubicada en una isla la cual está protegida por una tormenta artificial a la que solo se puede acceder por debajo del agua y la única forma de hacerlo es mediante un submarino el cual se encuentra en perfecto estado en el abandonado astillero de Endeavour; para poder encontrar combustible, sin embargo, deben ir a la ciudad de Mercy o a Char a conseguirlo. El grupo decide entonces dirigirse a la ciudad de Mercy para buscar el combustible de Imulsión; esto a petición de Dom quien considera ir allá, aparte porque es la ciudad donde su difunta esposa María nació.
Al llegar a Mercy, el grupo descubre que la ciudad está infestada por humanos que se han convertido en Lambent a efectos de haberse expuesto prolongadamente a la Imulsión, confirmando los temores de que la infección presente en la Imulsión de la que Adam habló en su mensaje haya incluso contaminado a los humanos de Sera; finalmente los Gears se abren paso por la ciudad pero cuando se disponen a salir de Mercy una vez cargado el combustible, son emboscados por una horda de Locust y Lambent. Dom entonces decide sacrificar su vida para salvar a sus compañeros matándose junto con los Locust y los Lambent en una explosión suicida al estrellar un camión de transporte contra el depósito de Imulsión.
El grupo se dirige a Char para conseguir combustible para el vehículo. Char había sido el epicentro de un ataque del martillo del alba. La ciudad estaba totalmente destruida y sus habitantes convertidos en cenizas, en forma de lo último que estaban haciendo. Los sobrevivientes rechazan la presencia de la COG; en el camino, un hombre cubierto de ceniza les tiende varias trampas y logran seguirlo hasta su base; ahí los reciben con disparos, pero al mismo tiempo los Lambent atacan, los gears logran repelerlos y los dejan entrar en la base. Entonces se enteran de que un hombre llamado Aaron Griffin (el líder del campamento) puede conseguirles combustible. Cuando hablan con Griffin, sus hombres capturan a Dizzy y el vehículo como chantaje, dado que Griffin usa a los Gears para conseguir una provisión de Imulsión que él esperaba recibir pero que no le ha llegado. Los Gears cumplen con su parte del trato, pero la Reina Myrrah los ataca. Marcus y sus compañeros escapan dejando atrás a Griffin quien jura vengarse por la muerte de los supervivientes. Finalmente, los Gears consiguen llegar al astillero de Endeavour, y después de reparar y suplir el submarino de combustible, parten inmediatamente hacia Azura.
En camino hacia Azura, los Gears van en el submarino en cuanto miran unos peces similares a las anguilas, y en eso estas los atacan pero ellos logran salir de la casa de esos peces. Ya acercándose a Azura, los Locust los encuentran y estos les disparan, pero el pelotón logra escapar. Al llegar a Azura, ven muchos cuerpos y sangre regada por el agua, y llegan a la estación de trenes de Azura. Los Locust los han encontrado y no pararán hasta destruirlos.
Al despejar toda la estación, el tren que se encontraba ahí explota, y no hay salida, hasta que Adam Fenix, los llama y les dice que los puede ver por las cámaras de seguridad y les va a enseñar el camino hasta él, pero los Gears le piden que lo lleven por el Maelstrom (el sistema de defensa de la isla) para desactivarlo y dejar entrar a los refuerzos.
Adam los guía, haciéndolos pasar por cantidades de Locust, hasta que por fin llegan. Adam les pide desactivar los 3 interruptores del Maelstrom para desactivarlo, pero no les funciona, así que Adam les pide que vayan al aparato y lo recalienten con las válvulas. Estos logran escapar con vida del Maelstrom antes de que explotara, y finalmente ven a los refuerzos y notan que la tormenta y el mal tiempo se disipan, originando un "Verano instantáneo".
Al llegar Baird y Cole (con Jack finalmente reparado) descienden hacia donde están Marcus y el resto del pelotón. Cole y Baird se enteran de lo de Dom y quieren participar para matar a la reina Myrrah, así que Marcus les pide a Sam y Jace que vayan a reagrupar y organizar a todos los refuerzos, y estos van. Así que Adam ahora guía a los 4 Gears hacia la torre central de Azura, para salvarlo, llevarlo al arma y eliminar a todos los Lambent.
De camino a la torre, se presentan más Lambents tratando de detener a los Gears, pero solo consiguen que acaben con ellos. Al llegar al laboratorio de Adam, este les explica que el ya sabía que el Día-E ya iba a llegar, y les dice que tiene el arma de destrucción de Lambents en el tejado, pero que también hará efecto en los Locust, y esta es la razón por la que Myrrah no quiere que lo active.
Al llegar al tejado donde se encuentra el arma, vienen Myrrah y el Tempest. Marcus está decidido a terminar todo esto. Adam entra al arma pero avisa que tiene que activarla por fases, así que saca unos martillos del alba para que Marcus elimine al Tempest. En un momento llega Clayton Carmine en un King Raven para cubrirlos pero el Tempest incinera el helicóptero haciéndolo caer. Cuando el Tempest empieza a destruir el arma, Marcus y el pelotón lo eliminan finalmente y este cae al piso, quemado. 
El arma ya esta lista, pero los Lambent llegan a la torre y los empiezan a atacar, y Adam les explica cómo la ensayo para que no afectara a los humanos: tuvo que inyectarse imulsión para acelerar el proceso. Finalmente el arma se activa matando a los Lambents de la torre, y a todos los del planeta, incluyendo a Adam, diciendo sus últimas palabras: "Marcus, ¡vive por mi!"
En ese momento sale Myrrah del Tempest, y Marcus toma el cuchillo que le regaló Dom, la apuñala y le dice: "¿Lo sientes? Eso es por Dom, y por todos a los que has matado."
La ola avanza por todo el planeta, matando a los Lambents y a los Locust.
Se muestra que Clayton está vivo, en la playa.
Al salir todos, Marcus se quita la armadura y va a la playa, y llega Anya y Marcus le pregunta: 
-¿Y ahora que? ¿Que nos queda ahora? Con lo que Anya responde: 
-El mañana Marcus, por fin tenemos un mañana. 
En lo que terminan abrazados a la luz del atardecer. Como resultado Marcus Fenix quiere empezar de nuevo su vida y a lo mejor formar familia, en memoria de su fiel hermano Dominic Santiago decide que si tiene hijos a uno de estos le llamaría Dominic.
```
"esto ha terminado, ya quiero ver el futuro" dice Marcus.
```

## Producción

### Marketing

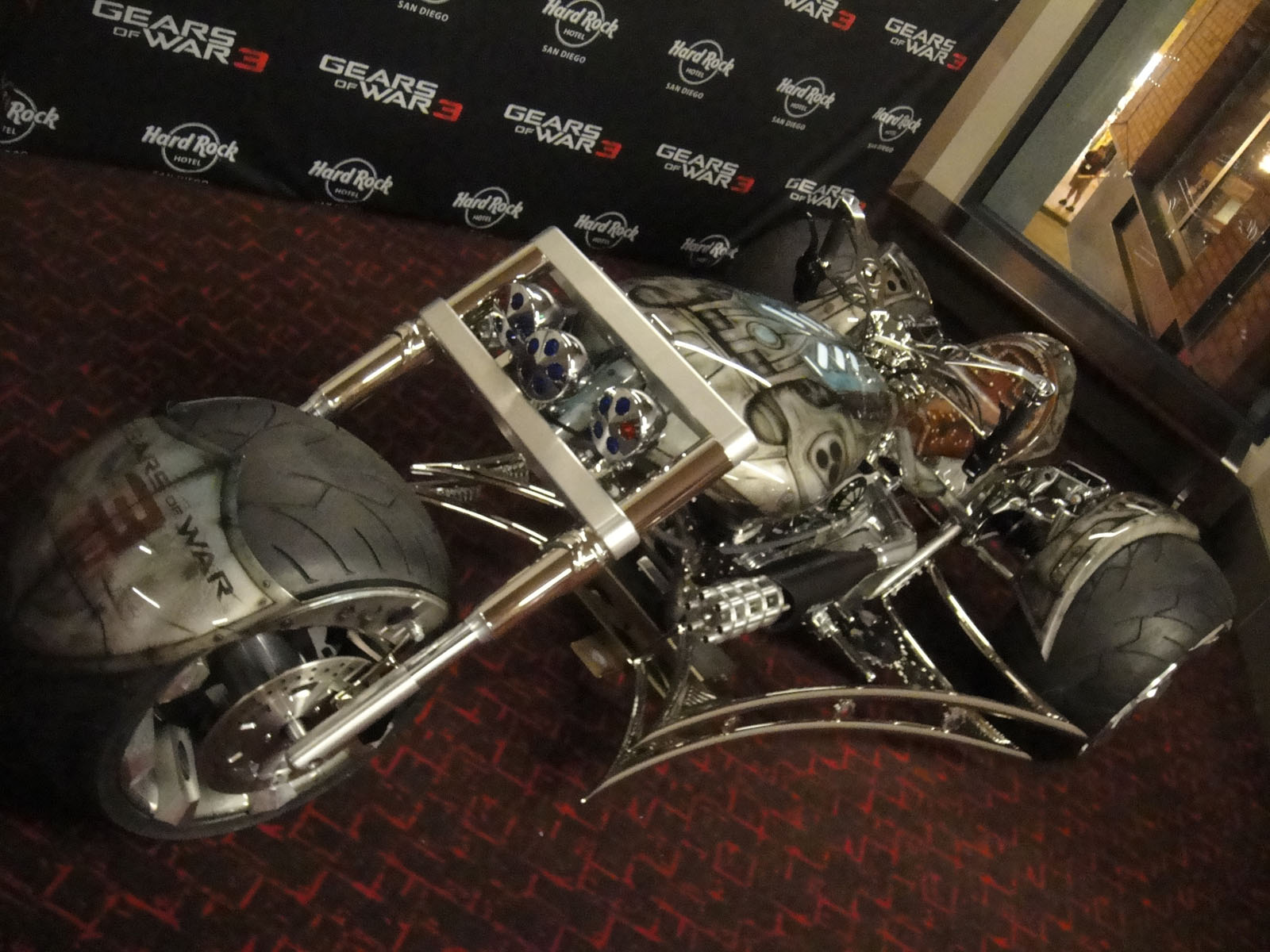
Réplica del triciclo de Gears of War 3 en Comic-Con 2011.

Gears of War 3 fue oficialmente revelado en el programa de televisión Jimmy Kimmel Live! por Cliff Bleszinski con un corto avance. Antes fue revelado accidentalmente lanzado en la plataforma de Xbox Live. La canción que aparece en el avance es 'Heron Blue' por Sun Kil Moon. El corto avance fue revelado en el Xbox 360 Live el 14 de abril de 2010. La demo en vivo fue presentada en la presentación de Microsoft de la Electronic Entertainment Expo 2010.

### DLC
Desde la salida de Gears of War 3 han aparecido 4 DLC, que venían incluidos en el season pass.
- Paquete mando de horda

Este DLC salió el 1 de noviembre de 2011 e incluye 3 personajes (big rig dizzy, bernie mataki, onyx guard), 2 skins para armas (camuflaje y plasma) 3 nuevos mapas (Camino de sangre, Azura y Pulmón negro) y nuevas fortificaciones para horda (más mejoras para el Silverback, centro de mando y mejoras del centinela y señuelo).
- RAAM Shadow

Este DLC salió el 17 de diciembre de 2011 e incluye 6 personajes (Mihn Young Kim, Tai Kaliso, Alicia Valera, Michael Barrick, RAAM, Theron de Elite), 1 skin para armas (Chocolate) y varias horas de una nueva campaña varios años antes de los sucesos de Gears of War 1 (justo en el día E).
- Fenix Rising

Este DLC salió el 17 de enero de 2012, incluye 4 personajes (Cole Train EL, Savage Kantus EL, Savage Marauder y Clayton Carmine Recluta), 5 nuevos mapas (Anvil, Academia, Cárcel, Escalada y Profundidades) y te permitía realizar un reseteo de prestigio un total de 3 veces para llegar al nivel 400 (incluye 3 skins, otorgando 1 por cada Re-up que son el plasma dorada, augurio carmesí reluciente y pulso dorado).
- Forces of Nature

Este DLC salió el 27 de marzo de 2012, incluye 4 personajes (Mechanic Baird EL, Commando Dom EL, Savage Granadier Elite EL y Savage Hunter), 4 nuevos mapas (Repercusiones, Raiven Caído, Artillería y Jacinto), 7 skins para armas (Marfil, FL4K, Ultravioleta, Media Noche, Liga Mayor, Hype y Vixen) y el regreso del modo de juego denominado "Guardia".

### Costos
Cada DLC tiene un costo de 1000000 MP, a excepción de RAAM Shadow con un costo de 120000 MP
- NOTA: Hay un DLC adicional totalmente gratuito denominado Free MP que contiene únicamente los mapas de Torre de Reloj y Pantano de balas

## Multijugador
Este se encarga de dejar jugar a diferentes personas vía Xbox Live o mediante una Red de área local.
El Multijugador vía Xbox Live es uno de los mejores de la categoría Xbox 360 ya que ofrece muchos modos de juego

### Modos de juego
El modo Enfrentamiento, se compone de los siguientes modos multijugador:
- Duelo por equipos:

En esta modalidad de 5 contra 5, encarnarás a uno de los dos bandos, CGO o Locust y tendrás que eliminar a los componentes del grupo contrario. Cada bando dispone de 15 vidas que compartirán cada uno de los miembros. Mientras queden vidas, reaparecerán. Cuando no queden, cada uno dispondrá de la última vida. Gana el que consiga llegar antes al número de rondas que te indique en pantalla.
- Zona de guerra:

En esta modalidad de 5 contra 5, encarnarás a uno de los dos bandos, CGO o Locust y tendrás que eliminar a los componentes del grupo contrario. Cada uno dispondrá de una única vida. Gana el que consiga llegar antes al número de rondas que te indique en pantalla.
- Ejecución:

Similar al Zona de guerra, pero tendrás que rematar al enemigo con ejecuciones.
- Capturar al líder:

En esta modalidad de 5 contra 5, encarnarás a uno de los dos bandos, CGO o Locust y tendrás que capturar al líder rival durante 30 segundos seguidos. Si el bando contrario consigue capturar al líder contrario, la cuenta atrás se detendrá y tendrás que conseguir que suelte a tu líder. Gana el que consiga llegar antes al número de rondas que te indique en pantalla.
- Rey de la colina:

En esta modalidad de 5 contra 5, encarnarás a uno de los dos bandos, CGO o Locust y tendrás que capturar y proteger determinadas zonas, señaladas en un círculo luminoso. Para ganar una ronda tienes que conseguir acumular un total de 150 segundos, mientras que para conseguir la victoria tienes que ganar dos rondas.
- Piloto:

Habrá 5 grupos compuesto cada uno con 2 miembros y tendrás que derribar al resto de grupos. Gana la pareja que llegue antes a 15 muertes.

### Armas

#### Armas por Defecto
- Rifle de asalto Lancer: Es el rifle por excelencia de la COG, es semiautomático, tiene una gran cadencia de disparo, y tiene una motosierra muy útil para el combate cuerpo a cuerpo. Requiere exponerse para poder apuntar. Es útil para acabar con los Mauler disparándole a los pies.

- Rifle Lancer Retro: Es el rifle estándar de la COG hasta el final de la guerra del péndulo. Su bayoneta bien usada es letal en el multijugador y aunque cuesta dominar el increíble retroceso que tiene esta arma, está compensando con un mayor daño. Tiene un ataque especial pulsando el botón cuerpo a cuerpo que consiste en una embestida con la bayoneta, también es perfecta para un ataque cuerpo a cuerpo.

- Rifle de Asalto Hammerburst: Es el rifle propio de los Locust, tiene una capacidad de descarga de 20 rondas por cartucho.

- Escopeta Gnasher: Es un arma de medio alcance y semiautomática, es muy eficaz cuanto menor es la distancia. Tiene una gran potencia de fuego, letal a quemarropa, capaz de derribar a un enemigo de un disparo. Su gran desventaja es que es totalmente inservible en distancias largas.

- Escopeta Recortada: Es un arma de corto alcance, la potencia de esta arma es muy alta pero carece de un equilibrio, puesto que una vez que has hecho un tiro tarda en estar lista para el siguiente disparo.

#### Armas en Mapas
- Arco Explosivo

Es un arma de largo alcance, es muy eficaz cuanto más es la distancia. Tiene una gran potencia de fuego, capaz de sacar a volar en pedazos a un enemigo de un flechazo. Su desventaja es que es un suicidio en distancias cortas, ya que su radio de explosión es moderado.
- Rifle Francotirador: Es un arma de largo alcance, es difícil de utilizar. Cuenta con una gran potencia en cada disparo, destrozando la cabeza de los enemigos. Lo malo es que este después de un tiro tarda en prepararse para el siguiente.

- Lanzagranadas triple: Es un arma capaz de disparar granadas que al impactar ocasiona un gran daño.

- One Shot: Es un arma pesada con la cual no puedes correr y tienes que recostar el arma para poder disparar, pero con un disparo matas a quien sea menos a la berserker y al brumak.

- El Lanzador de Excavadoras (Excavador): Dispara excavadores con granadas las cuales explotan a entrar en contacto con alguien, si el disparo se realiza cerca la bala excava en el cuerpo del que recibió el disparo.

- Lanzallamas Abrasador: Arma potente el cual lanza chorros de fuego, poderosa a corta y media distancia y sirve para matar o por lo menos aturdir por unos momentos a las berserkers lo cual los hará más vulnerables a los disparos por un corto tiempo.

## Recepción
Desde la salida de Gears of war 3 en su primera semana logró vender 3 millones de copias consolidando “Gears of War 3” como el juego más vendido del 2011 hasta la salida de Call of duty Modern Warfare 3. y alcanzando los mil millones de dólares en su histórico de ventas. Hasta el final del 2011 ha logrado vender más de 5 millones de copias.